# Rancon
 Rancon  (en occitano Rancom) es una población y comuna francesa, situada en la región de Lemosín, departamento de Alto Vienne, en el distrito de Bellac y cantón de Châteauponsac.

## Demografía
| 911 | 860 | 733 | 652 | 544 | 519 | 542 |
| Para los censos de 1962 a 1999 la población legal corresponde a la población sin duplicidades (Fuente: INSEE [Consultar]) |     |     |     |     |     |     |